# Aspledon Undae
Az Aspledon Undae dűnemező a Mars északi-sarka közelében. Görög eredetű nevét 2007. március 20-án hagyta jóvá a Nemzetközi Csillagászati Unió. Aszplédón ókori városról és Poszeidón fiáról kapta nevét. A mező 215,2 kilométer átmérőjű.
Az Aspledon Undae a Planum Boreum legdélibb dűnemezője, a Hyperboreae Undae-től délre, a Siton Undae-től dél-keletre fekszik. Valószínűleg a Planum Boreum korai eróziójának köszönhetően alakult ki és a Rupes Tenuis is lehetett homokjának forrása. Egyéb dűnemezők hasonló kialakulási történettel az Olympia és a Siton Undae. Az Aspledon Undae egyike az öt sarki dűnemezőnek, a Hyperboreae, a Siton, az Olympia és az Alalos Undae mellett. 2001-ben készített róla először felvételt a Mars Odyssey űrszonda.